# Ricardo Pérez
Ricardo Ramón Pérez (Buenos Aires, 29 agosto 1944) è un ex calciatore argentino, di ruolo centrocampista.